# Conde de Norwich

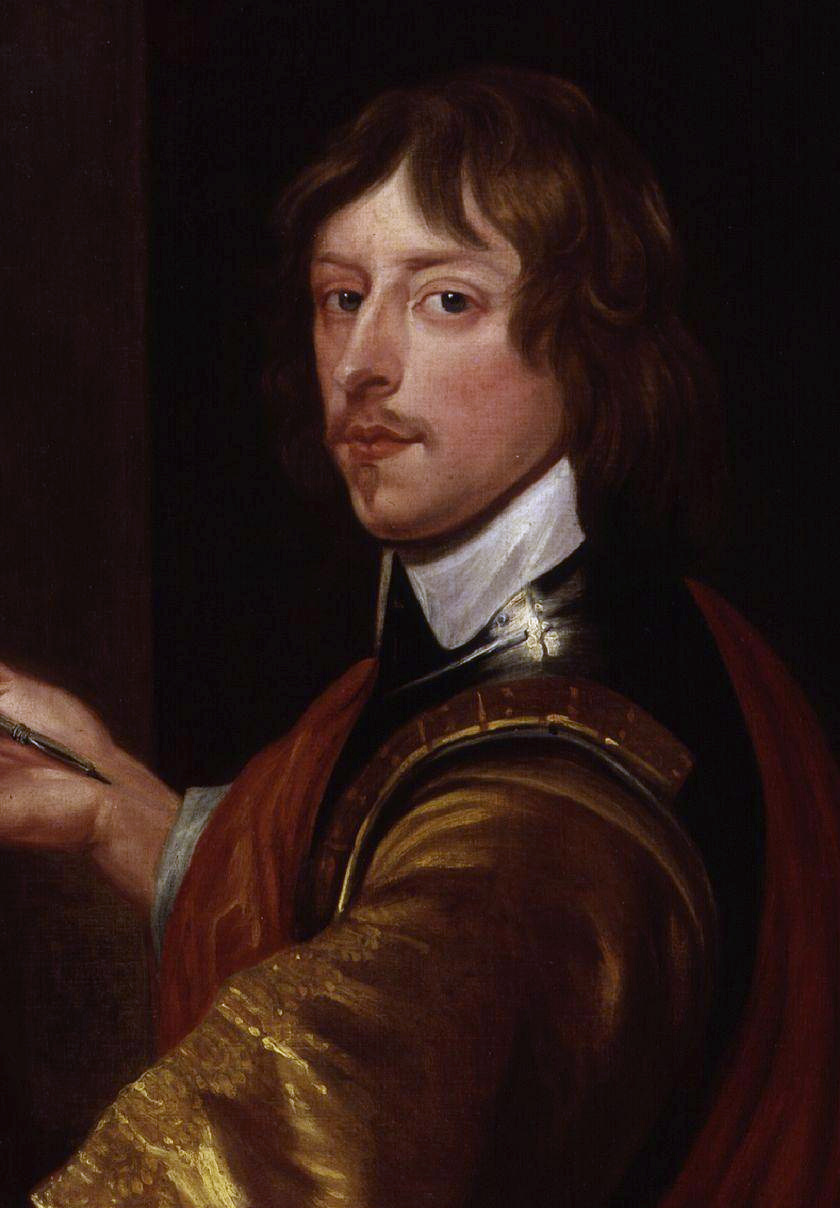
George Goring, Lorde Goring, filho mais velho de George Goring, 1.º Conde de Norwich

Brasão de Goring, Conde de Norwich: Prata, um chevron entre três anuletos gules

Conde de Norwich foi um título que foi criado quatro vezes na história britânica, três vezes no Pariato da Inglaterra e uma vez no Pariato da Grã-Bretanha. A primeira criação ocorreu no Pariato da Inglaterra em 1626 em favor do cortesão e político Edward Denny, 1.º Barão Denny . Ele já havia sido criado Barão Denny, de Waltham, no Condado de Essex, em 1604, também no Pariato da Inglaterra. Lorde Norwich era neto de Sir Anthony Denny, confidente de Henrique VIII, e sobrinho de Sir Edward Denny . Ele não teve filhos e os títulos foram extintos após sua morte em 1630.
A segunda criação veio no Pariato da Inglaterra em 1644 em favor de George Goring, 1.º Barão Goring, um proeminente comandante monarquista na Guerra Civil Inglesa . Ele era filho de George Goring, de Hurstpierpoint e Ovingdean, Sussex, e Anne Denny, irmã do primeiro conde da criação de 1626. Ele já havia sido nomeado Barão Goring em 1628, também no Pariato da Inglaterra. Seu filho mais velho, George Goring, Lorde Goring, ganhou destaque como soldado monarquista durante a Guerra Civil, mas faleceu antes de seu pai. Lord Norwich foi, portanto, sucedido por seu filho mais novo, Charles, o segundo conde. Ele não tinha filhos e os títulos foram extintos após sua morte em 1671.
A terceira criação veio no Pariato da Inglaterra em 1672 em favor de Henry Howard, 1º Barão Howard de Castle Rising, segundo filho de Henry Howard, 22.º Conde de Arundel e irmão mais novo de Thomas Howard, 5.º Duque de Norfolk . Ele já havia sido nomeado Barão Howard de Castle Rising em 1669, também no Pariato da Inglaterra. Ele exerceu as funções de Conde Marechal no lugar de seu irmão mais velho, que estava incapacitado. Em 1677, ele sucedeu seu irmão solteiro no ducado. Ele foi sucedido por seu filho mais velho, o sétimo duque e segundo conde. Este último foi sucedido por seu sobrinho, o oitavo duque e terceiro conde. Ele era filho de Lord Thomas Howard. O oitavo duque não tinha filhos e foi sucedido por seu irmão mais novo, o nono duque e quarto conde. Com sua morte em 1777, sem filhos, a baronia de Howard de Castle Rising e o condado de Norwich foram extintos. Ele foi sucedido no ducado por seu primo em segundo grau, Charles Howard, 10.º Duque de Norfolk. Veja Duque de Norfolk para mais informações sobre a história do ducado.
A quarta criação veio no Pariato da Grã-Bretanha em 1784 em favor de Alexander Gordon, 4.º Duque de Gordon . Ele já havia sido criado Barão Gordon de Huntly, no Condado de Gloucester, em 1784, também no Pariato da Grã-Bretanha. Gordon era bisneto de George Gordon, 1.º Duque de Gordon, e sua esposa Lady Elizabeth Howard, filha do sexto Duque de Norfolk e primeiro Conde de Norwich da criação de 1672. Ele foi sucedido por seu filho, o quinto duque. Ele não tinha filhos homens legítimos e o ducado (e outros títulos criados ao mesmo tempo que este título de nobreza), condado de Norwich e baronia de Gordon de Huntly foram extintos com sua morte em 1836. Ele foi sucedido no marquesado de Huntly e nos títulos escoceses restantes por seu parente George Gordon, 5.º Conde de Aboyne.
Embora o cronista do século XII Orderic Vitalis e outros ocasionalmente se refiram a Raul de Gaël como "Conde de Norwich" ( comes Nortguici  ), seu título oficial era "Conde da Ânglia Oriental", sua linhagem sendo oficialmente contada como a primeira criação dos Condes de Norfolk.

## Condes de Norwich; Primeira criação (1626)
- Edward Denny, 1.º Conde de Norwich (falecido em 1637)

## Condes de Norwich; Segunda criação (1644)
- George Goring, 1.º Conde de Norwich (1585–1663)
  - George Goring, Lorde Goring (1608–1657)
- Charles Goring, 2.º Conde de Norwich (1615–1671)

## Condes de Norwich; Terceira criação (1672)
- Henry Howard, 1.º Conde de Norwich (1628–1684) (sucedeu como Duque de Norfolk em 1677)
- Henry Howard, 7.º Duque de Norfolk, 2.º Conde de Norwich (1655–1701)
- Thomas Howard, 8.º Duque de Norfolk, 3.º Conde de Norwich (1683–1732)
- Edward Howard, 9.º Duque de Norfolk, 4.º Conde de Norwich (1685–1777)

## Condes de Norwich; Quarta criação (1784)
- Alexander Gordon, 4.º Duque de Gordon, 1.º Conde de Norwich (1743–1827)
- George Gordon, 5.º Duque de Gordon, 2.º Conde de Norwich (1770–1836)